# Vinantes
Vinantes is een gemeente in het Franse departement Seine-et-Marne (regio Île-de-France) en telt 287 inwoners (1999). De plaats maakt deel uit van het arrondissement Meaux.

## Geografie
De oppervlakte van Vinantes bedraagt 5,3 km², de bevolkingsdichtheid is 54,2 inwoners per km².
De onderstaande kaart toont de ligging van Vinantes met de belangrijkste infrastructuur en aangrenzende gemeenten.

## Demografie
Onderstaande figuur toont het verloop van het inwonertal (bron: INSEE-tellingen).

## Externe links

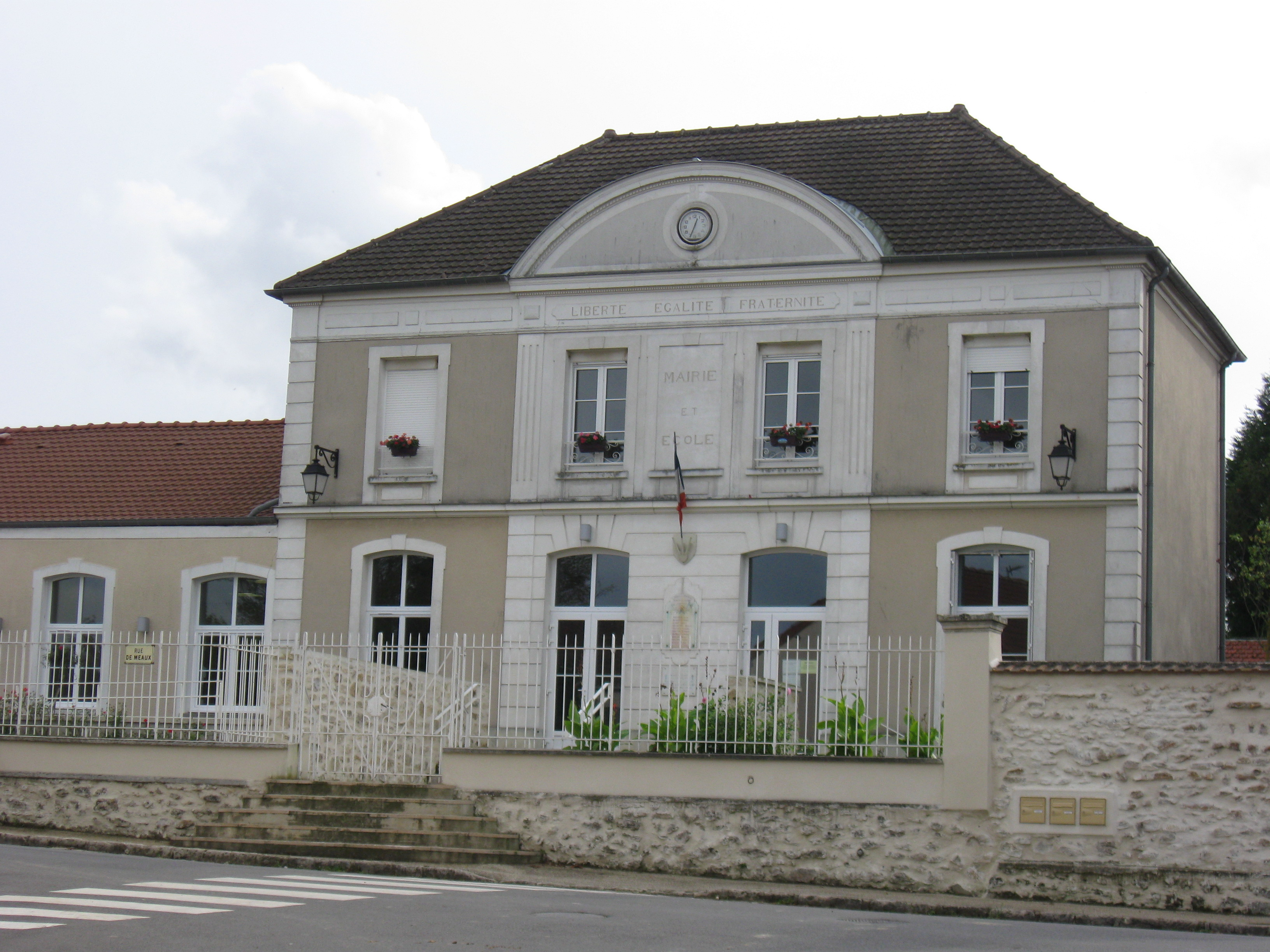
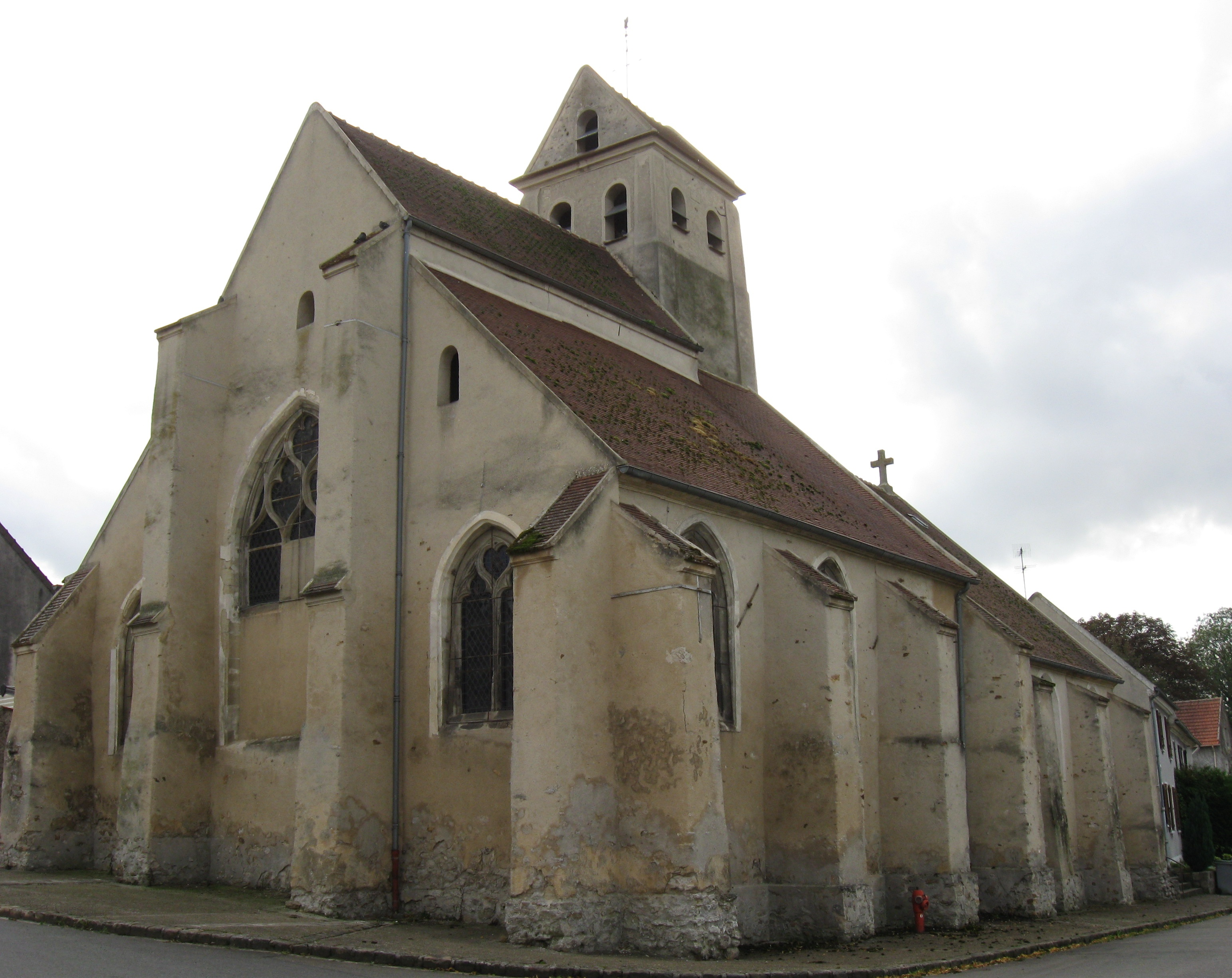
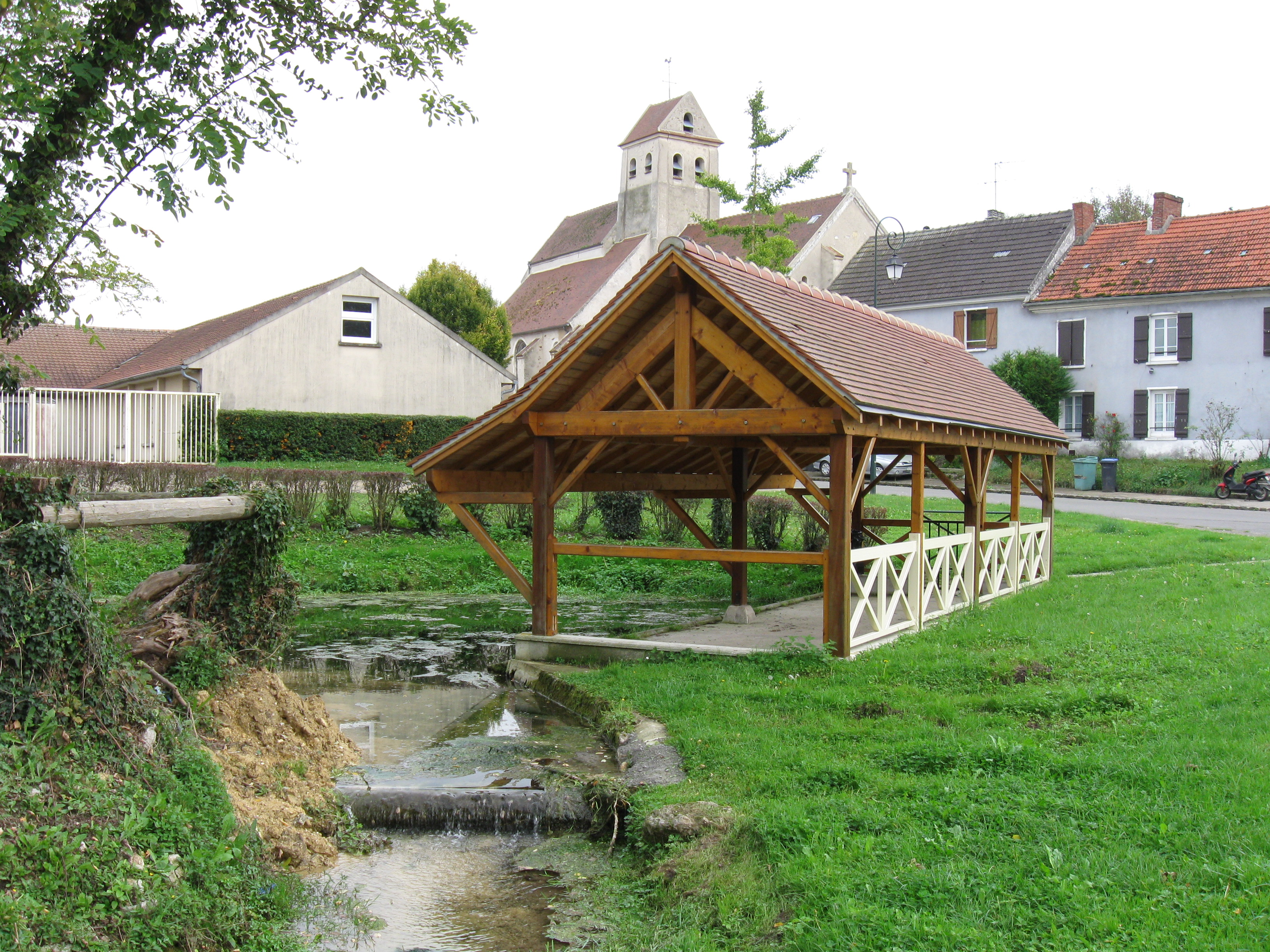